# Claudia Jung/Diskografie
Diese Diskografie ist eine Übersicht über die musikalischen Werke der deutschen Schlagersängerin Claudia Jung. Den Schallplattenauszeichnungen zufolge hat sie bisher mehr als 650.000 Tonträger verkauft. Ihre erfolgreichste Veröffentlichung ist das Album Claudia Jung mit über 375.000 verkauften Einheiten.

## Alben

### Studioalben
| Jahr | Titel                             | Höchstplatzierung, Gesamtwochen, AuszeichnungChartplatzierungen (Jahr, Titel, Platzierungen, Wochen, Auszeichnungen, Anmerkungen) | Höchstplatzierung, Gesamtwochen, AuszeichnungChartplatzierungen (Jahr, Titel, Platzierungen, Wochen, Auszeichnungen, Anmerkungen) | Höchstplatzierung, Gesamtwochen, AuszeichnungChartplatzierungen (Jahr, Titel, Platzierungen, Wochen, Auszeichnungen, Anmerkungen) | Anmerkungen                                                  |
| Jahr | Titel                             | DE | AT | CH | Anmerkungen                                                  |
| ---- | --------------------------------- | --- | --- | --- | ------------------------------------------------------------ |
| 1988 | Halt mich fest                    | — | — | — | Erstveröffentlichung: 2. September 1988                      |
| 1989 | Etwas für die Ewigkeit            | — | — | — | Erstveröffentlichung: 6. Oktober 1989                        |
| 1990 | Spuren einer Nacht                | DE33 (10 Wo.)DE | AT15 Gold · (10 Wo.)AT | — | Erstveröffentlichung: 14. August 1990 Verkäufe: + 25.000     |
| 1991 | Wo kommen die Träume her          | — | AT21 (6 Wo.)AT | — | Erstveröffentlichung: 20. August 1991                        |
| 1992 | Du ich lieb’ dich                 | DE53 (10 Wo.)DE | AT31 Platin · (5 Wo.)AT | — | Erstveröffentlichung: 28. September 1992 Verkäufe: + 50.000  |
| 1994 | Claudia Jung                      | DE22 Gold · (29 Wo.)DE | AT6 ×2Doppelplatin · (35 Wo.)AT                                                                                                   | CH— GoldCH | Erstveröffentlichung: 29. September 1994 Verkäufe: + 375.000 |
| 1995 | Sehnsucht                         | DE27 (25 Wo.)DE | AT4 Platin · (19 Wo.)AT | — | Erstveröffentlichung: 9. November 1995 Verkäufe: + 50.000    |
| 1996 | Winterträume                      | DE31 (5 Wo.)DE | AT3 Gold · (13 Wo.)AT | — | Erstveröffentlichung: 8. November 1996 Verkäufe: + 25.000    |
| 1999 | Für immer                         | DE23 (6 Wo.)DE | AT2 Gold · (13 Wo.)AT | CH41 (2 Wo.)CH | Erstveröffentlichung: 12. April 1999 Verkäufe: + 25.000      |
| 2001 | Auch wenn es nicht vernünftig ist | DE39 (6 Wo.)DE | AT2 Gold · (15 Wo.)AT | — | Erstveröffentlichung: 17. September 2001 Verkäufe: + 15.000  |
| 2003 | Seelenfeuer                       | DE47 (3 Wo.)DE | AT11 (12 Wo.)AT | — | Erstveröffentlichung: 14. April 2003                         |
| 2004 | Herzzeiten                        | DE30 (7 Wo.)DE | AT4 Gold · (17 Wo.)AT | CH82 (2 Wo.)CH | Erstveröffentlichung: 25. Oktober 2004 Verkäufe: + 15.000    |
| 2006 | Träumen erlaubt                   | DE35 (4 Wo.)DE | AT7 (12 Wo.)AT | CH75 (1 Wo.)CH | Erstveröffentlichung: 12. Mai 2006                           |
| 2007 | Unwiderstehlich                   | DE33 (3 Wo.)DE | AT11 Gold · (9 Wo.)AT | CH59 (1 Wo.)CH | Erstveröffentlichung: 14. September 2007 Verkäufe: + 10.000  |
| 2008 | Hemmungslos Liebe                 | DE28 (3 Wo.)DE | AT18 Gold · (6 Wo.)AT | CH85 (1 Wo.)CH | Erstveröffentlichung: 24. Oktober 2008 Verkäufe: + 10.000    |
| 2009 | Geheime Zeichen                   | DE50 (2 Wo.)DE | AT15 (5 Wo.)AT | — | Erstveröffentlichung: 23. Oktober 2009                       |
| 2012 | Alles nach Plan?                  | DE38 (2 Wo.)DE | AT10 (5 Wo.)AT | — | Erstveröffentlichung: 1. Juni 2012                           |
| 2015 | Seitensprung                      | DE30 (2 Wo.)DE | AT10 (6 Wo.)AT | CH71 (1 Wo.)CH | Erstveröffentlichung: 13. März 2015                          |
| 2016 | Frauenherzen                      | DE43 (2 Wo.)DE | AT8 (7 Wo.)AT | CH31 (3 Wo.)CH | Erstveröffentlichung: 8. Juli 2016                           |
| 2018 | Schicksal, Zufall oder Glück      | DE14 (2 Wo.)DE | AT21 (4 Wo.)AT | CH40 (2 Wo.)CH | Erstveröffentlichung: 13. Juli 2018                          |
| 2022 | Einfach jung                      | DE16 (1 Wo.)DE | AT22 (2 Wo.)AT | — | Erstveröffentlichung: 14. Oktober 2022                       |

### Kompilationen
| Jahr | Titel                                    | Höchstplatzierung, Gesamtwochen, AuszeichnungChartplatzierungen (Jahr, Titel, Platzierungen, Wochen, Auszeichnungen, Anmerkungen) | Höchstplatzierung, Gesamtwochen, AuszeichnungChartplatzierungen (Jahr, Titel, Platzierungen, Wochen, Auszeichnungen, Anmerkungen) | Höchstplatzierung, Gesamtwochen, AuszeichnungChartplatzierungen (Jahr, Titel, Platzierungen, Wochen, Auszeichnungen, Anmerkungen) | Anmerkungen                                                 |
| Jahr | Titel                                    | DE | AT | CH | Anmerkungen                                                 |
| ---- | ---------------------------------------- | --- | --- | --- | ----------------------------------------------------------- |
| 1992 | Nah bei Dir – Ausgewählte Lieder         | DE44 (9 Wo.)DE | AT31 (2 Wo.)AT | — | Erstveröffentlichung: Februar 1992                          |
| 1997 | Augenblicke                              | DE20 (20 Wo.)DE | AT2 Platin · (20 Wo.)AT | CH26 (12 Wo.)CH | Erstveröffentlichung: 29. September 1997 Verkäufe: + 50.000 |
| 2002 | Best Of                                  | DE69 (2 Wo.)DE | AT7 (14 Wo.)AT | — | Erstveröffentlichung: 18. März 2002                         |
| 2007 | Sommerwein – Meine schönsten Sommersongs | DE85 (2 Wo.)DE | AT26 (12 Wo.)AT | — | Erstveröffentlichung: 8. Juni 2007                          |
| 2010 | Geliebt, gelacht, geweint                | DE66 (2 Wo.)DE | AT21 (8 Wo.)AT | — | Erstveröffentlichung: 19. November 2010                     |

Weitere Kompilationen
- 1995: Claudia Jung
- 1996: Amore amore
- 2003: Schlager & Stars
- 2005: The Essential
- 2009: Flieg mit mir – Die Collection
- 2011: Geliebt, gelacht, geweint Mega Mix
- 2011: All the Best
- 2018: UnverwechselBar – Die ultimative Hitbox

## Singles
| Jahr | Titel Album                                                                 | Höchstplatzierung, Gesamtwochen, AuszeichnungChartplatzierungen (Jahr, Titel, Album, Platzierungen, Wochen, Auszeichnungen, Anmerkungen) | Höchstplatzierung, Gesamtwochen, AuszeichnungChartplatzierungen (Jahr, Titel, Album, Platzierungen, Wochen, Auszeichnungen, Anmerkungen) | Höchstplatzierung, Gesamtwochen, AuszeichnungChartplatzierungen (Jahr, Titel, Album, Platzierungen, Wochen, Auszeichnungen, Anmerkungen) | Anmerkungen                                                    |
| Jahr | Titel Album                                                                 | DE | AT | CH | Anmerkungen                                                    |
| ---- | --------------------------------------------------------------------------- | --- | --- | --- | -------------------------------------------------------------- |
| 1988 | Atemlos (Die Nacht, als die Erde Feuer fing) Halt mich fest                 | — | AT30 (4 Wo.)AT | — | Erstveröffentlichung: Juni 1988                                |
| 1989 | Stumme Signale Etwas für die Ewigkeit                                       | DE54 (19 Wo.)DE | — | — | Erstveröffentlichung: August 1989                              |
| 1990 | Fang mich auf (Und wenn es wirklich Engel gibt) Spuren einer Nacht          | DE60 (11 Wo.)DE | — | — | Erstveröffentlichung: August 1990                              |
| 1991 | Schmetterlinge Wo kommen die Träume her                                     | DE65 (5 Wo.)DE | — | — | Erstveröffentlichung: Juli 1991                                |
| 1992 | Du, ich lieb’ dich Du ich lieb’ dich                                        | DE56 (10 Wo.)DE | — | — | Erstveröffentlichung: Juli 1992                                |
| 1992 | Das Dunkel der Nacht Du ich lieb’ dich                                      | DE81 (2 Wo.)DE | — | — | Erstveröffentlichung: November 1992                            |
| 1993 | Lass mich doch nochmal Du ich lieb’ dich                                    | DE96 (1 Wo.)DE | — | — | Erstveröffentlichung: April 1993                               |
| 1994 | Je t’aime, mon amour Claudia Jung                                           | DE29 (19 Wo.)DE | — | — | Erstveröffentlichung: 1. September 1994 mit Richard Clayderman |
| 1995 | Wer die Sehnsucht kennt Sehnsucht                                           | DE76 (7 Wo.)DE | — | — | Erstveröffentlichung: 26. Oktober 1995                         |
| 1996 | Domani l’amore vincerà Sehnsucht                                            | DE76 (10 Wo.)DE | — | — | Erstveröffentlichung: 7. März 1996 mit Rosanna Perinic         |
| 1997 | Lieb mich nochmal Augenblicke                                               | DE90 (3 Wo.)DE | — | — | Erstveröffentlichung: 12. September 1997                       |
| 1998 | Hand in Hand Für immer                                                      | — | AT35 (1 Wo.)AT | — | Erstveröffentlichung: 2. November 1998 mit Nino de Angelo      |
| 2007 | Sommerwein, wie Liebe süß und wild Sommerwein - Meine schönsten Sommersongs | DE59 (2 Wo.)DE | AT45 (7 Wo.)AT | — | Erstveröffentlichung: 6. April 2007 mit Nik P.                 |
| 2008 | Lass uns noch einmal lügen Hemmungslos Liebe                                | DE67 (3 Wo.)DE | — | — | Erstveröffentlichung: 22. August 2008                          |

Weitere Singles
| - 1986: Immer wieder eine Handvoll Zärtlichkeit - 1987: Träume sterben nie - 1987: Amore amore - 1988: Halt mich fest - 1989: Roter Horizont - 1990: Etwas für die Ewigkeit - 1990: Eine Reise ins Licht - 1990: Er war wie du - 1991: Mittsommernacht - 1991: Wo kommen die Träume her - 1993: Wer die Augen schließt (wird nie die Wahrheit seh’n) (als Teil von Mut zur Menschlichkeit) - 1994: Unter meiner Haut - 1995: Komm und tanz ein letztes Mal mit mir - 1996: Ein Lied, das von Liebe erzählt - 1996: Weihnachtszeit – Mistletoe & Wine (mit Cliff Richard) - 1998: Ich vermiss’ dich zu sehr - 1999: Nur mit dir - 1999: Wo die Freiheit beginnt - 1999: Frieden allezeit (mit Corinna May) - 2001: Auch wenn es nicht vernünftig ist - 2001: Hast du alles vergessen - 2002: Und dann tanz’ ich ganz allein - 2002: Wenn es morgen nicht mehr gibt - 2003: Tausendmal ja - 2003: Ich denke immer noch an dich (mit Richard Clayderman) - 2003: Mittenrein ins Glück - 2003: Seelenfeuer - 2004: Heut’ fliegt ein Engel durch die Nacht (mit Anna) | - 2004: Ich kann für nichts mehr garantier’n - 2005: Um den Schlaf gebracht - 2005: Geh’n wir zu mir oder zu dir? - 2006: Bleib doch heut’ Nacht (... und wenn du willst, für immer) - 2006: Hey, ’nen kleinen Schuss, den hattest Du doch schon immer - 2007: Träumen erlaubt - 2007: Ich darf mich nicht in dich verlieben - 2007: Ein Tag zu wenig - 2008: Mir schenkst du Rosen - 2008: Die Träume einer Frau - 2009: Tausend Frauen - 2009: Mein Herz lässt dich nie allein - 2009: Göttergatte - 2010: Geliebt, gelacht, geweint - 2011: Ich weiß, dass ich noch fliegen kann - 2012: Ich glaub’ an die Liebe (mit Udo Wenders) - 2012: Mein Plan fürs nächste Leben - 2012: Lass mich traurig sein - 2013: Elektrisiert - 2013: Einfach mal gar nichts tun - 2016: Alles was du willst - 2016: Träume bleiben jung - 2018: Es war nur eine Nacht - 2019: Manchmal wird es ganz still - 2020: Jetzt erst recht – herzvernetzt - 2021: Artige Frauen - 2021: Augen der Nacht - 2022: Denn wenn wir uns berühr’n (Everytime We Touch) - 2024: Finderlohn (Du musst Dein Herz verliern) |

## Videoalben
- 2001: Mein München – Auch wenn es nicht vernünftig ist
- 2008: Hemmungslos Liebe (Limited-Edition)
- 2010: Geliebt, gelacht, geweint (Limited-Edition)

## Boxsets
| Jahr | Titel                                           | Höchstplatzierung, Gesamtwochen, AuszeichnungChartplatzierungen (Jahr, Titel, Platzierungen, Wochen, Auszeichnungen, Anmerkungen) | Höchstplatzierung, Gesamtwochen, AuszeichnungChartplatzierungen (Jahr, Titel, Platzierungen, Wochen, Auszeichnungen, Anmerkungen) | Höchstplatzierung, Gesamtwochen, AuszeichnungChartplatzierungen (Jahr, Titel, Platzierungen, Wochen, Auszeichnungen, Anmerkungen) | Anmerkungen                            |
| Jahr | Titel                                           | DE | AT | CH | Anmerkungen                            |
| ---- | ----------------------------------------------- | --- | --- | --- | -------------------------------------- |
| 2015 | Schmetterlingsgefühle – Meine 80 schönsten Hits | — | — | — | Erstveröffentlichung: 27. Februar 2015 |
| 2024 | 3fach Jung                                      | DE19 (1 Wo.)DE | AT17 (1 Wo.)AT | — | Erstveröffentlichung: 12. April 2024   |

## Statistik

### Chartauswertung
|                     | DE     | AT     | CH    |
| ------------------- | ------ | ------ | ----- |
| Nummer-eins-Alben   | DE—DE  | AT—AT  | CH—CH |
| Top-10-Alben        | DE—DE  | AT12AT | CH—CH |
| Alben in den Charts | DE24DE | AT25AT | CH9CH |

|                       | DE     | AT    | CH    |
| --------------------- | ------ | ----- | ----- |
| Nummer-eins-Singles   | DE—DE  | AT—AT | CH—CH |
| Top-10-Singles        | DE—DE  | AT—AT | CH—CH |
| Singles in den Charts | DE12DE | AT3AT | CH—CH |

### Auszeichnungen für Musikverkäufe
Anmerkung: Auszeichnungen in Ländern aus den Charttabellen bzw. Chartboxen sind in ebendiesen zu finden.
| Land/RegionAuszeichnungen für Musikverkäufe (Land/Region, Auszeichnungen, Verkäufe, Quellen) | Gold     | Platin     | Verkäufe | Quellen           |
| -------------------------------------------------------------------------------------------- | -------- | ---------- | -------- | ----------------- |
| Deutschland (BVMI)                                                                           | Gold1    | —          | 250.000  | musikindustrie.de |
| Österreich (IFPI)                                                                            | 7× Gold7 | 5× Platin5 | 375.000  | ifpi.at           |
| Schweiz (IFPI)                                                                               | Gold1    | —          | 25.000   | hitparade.ch      |
| Insgesamt                                                                                    | 9× Gold9 | 5× Platin5 |          |                   |